# كوندادو دي تريفاينيو
بلدية كوندادو دي تريفاينيو (بالإسبانية: Condado de Treviño)‏, هي إحدى بلديات مقاطعة برغش, التي تقع في منطقة قشتالة وليون, والتي تقع في شمال غرب إسبانيا.
يبلغ عدد سكانها 1.127 نسمة وفقاً لإحصائية سنة (2002).